# Wartość podatkowa aktywów
Wartość podatkowa aktywów – kwota wpływająca na pomniejszenie podstawy obliczenia podatku dochodowego w przypadku uzyskania z nich korzyści ekonomicznych, które napłyną do jednostki gospodarczej, gdy zrealizuje ona wartość bilansową danego składnika aktywów.
Jeśli ww. korzyści ekonomiczne spowodują pomniejszenie podstawy obliczenia podatku dochodowego, wartość podatkowa takiego składnika aktywów będzie równa jego wartości bilansowej.
1. Różnice przejściowe
2. Różnice przejściowe dodatnie
3. Różnice przejściowe ujemne